# Yvonne George

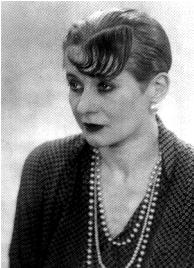
Yvonne George, 1928

Yvonne George, eigentlich Yvonne de Knops, (* 25. Januar 1895 in Uccle; † 22. April 1930 in Genua) war eine belgische Sängerin, Feministin und Schauspielerin.

## Leben
George begann ihre Schauspielkarriere im Theater und war zu dieser Zeit mit Jean Cocteau befreundet. Paul Franck, der damals Direktor des Paris Olympia war, entdeckte George in den 1920ern in einem Brüsseler Kabarett. George gab ihre Premiere im Olympia 1922. 
Der französische Dichter Robert Desnos widmete ihr zahlreiche Gedichte, darunter auch das Gedicht J'ai tant rêvé de toi (Ich habe so viel von Dir geträumt). Zudem war sie Vorbild für die weibliche Hauptrolle Barbara in Desnos Roman Le vin est tiré. Desnos brachte sie auch dazu, Opium zu nehmen. In dieser Zeit schrieb er auch seinen Roman La Liberté ou l’Amour (Die Freiheit oder die Liebe), der wegen Obszönität vom Tribunal de la Seine verurteilt wurde. 
In der Zwischenkriegszeit setzte George sich für die Emanzipation der Frau ein. George erkrankte an Tuberkulose und starb nach gescheiterten Behandlungen im Alter von 33 Jahren in einem Hotelzimmer in der Nähe des Hafen Genuas am 22. April 1930.
Für die für das Jahr 1916 oft zitierte, von Gottfried Benn kolportierte, vermeintliche Affäre von George mit dem 20 Jahre älteren Hermann von Wedderkop, der während der deutschen Besetzung Belgiens im Ersten Weltkrieg dort Verwaltungsbeamter war und sich den Unmut in deutschen Kreisen zuzog, da er weder den Drogenkonsum Benns, noch die Libertinage der Sternheims begrüßte, gibt es außer deren kurzer brieflichen Erwähnung keine Belege.

## Diskografie
- J'ai pas su y faire (Cartoux – Costil – Yvain) – 1925
- C'est pour ça qu'on s'aime (Telly – Borel-Clerc) – 1925
- Le petit bossu (inconnu) – 1925
- Je te veux (Erik Satie) 1925
- J'ai pas su y faire (deuxième version) – 1926
- You Know You Belong to Somebody Else – 1926
- Pars (Lenoir) – 1926
- Chanson de marin (Auric) – 1926
- Toute une histoire (Jeanson) – 1926
- La mort du bossu – 1926
- Adieu chers camarades – 1926
- Ô Marseille (Wiener) – 1927
- Chanson de route (Wiener) – 1927
- C'est pour ça qu'on s'aime (deuxième version) – 1928
- Si je ne t'avais pas connu (Boyer – Boyer – Verdun) – 1928
- J'ai pas su y faire (troisième version) – 1928
- Le bossu (deuxième version) – 1928
- Les cloches de Nantes – 1928
- L'autre (Lenoir) – 1928